# Sulenus vadoni
Sulenus vadoni là một loài bọ cánh cứng trong họ Cerambycidae.